# 马里诺夫卡农村居民点
马里诺夫卡农村居民点（俄语：Мариновское сельское поселение）是俄罗斯联邦伏尔加格勒州卡拉奇区所属的一个农村居民点。其下辖有3个居民点，行政中心为马里诺夫卡。据2016年统计，该农村居民点的人口为1747人。